# Marco Marin
Pour les articles homonymes, voir Marin.
Ne doit pas être confondu avec Marko Marin, footballeur allemand
Marco Marin (né le 4 juillet 1963 à Padoue) est un sabreur italien. Il participe à trois éditions consécutives des Jeux olympiques entre 1984 et 1992.

## Biographie
En 1983, il remporte le sabre lors des Championnats du monde juniors d'escrime.
Marco Marin dispute trois éditions des Jeux olympiques, de 1984 à 1992. Il est sacré champion olympique par équipe en 1984 à Los Angeles (avec Ferdinando Meglio, Giovanni Scalzo, Gianfranco Dalla Barba et Angelo Arcidiacono), médaillé de bronze par équipe en 1988 à Séoul (avec Giovanni Scalzo, Gianfranco Dalla Barba, Ferdinando Meglio et Massimo Cavaliere) et médaillé d'argent individuel en 1992 à Barcelone.